# ピースサイン (曲)
「ピースサイン」（Peace Sign）は、日本のミュージシャン・米津玄師の楽曲。2017年6月21日にソニー・ミュージックレコーズからシングルとして発売された。楽曲は読売テレビ系列アニメ『僕のヒーローアカデミア』の第2期第1クールオープニングテーマとして使用された。

## 背景とリリース
「ピースサイン」の原型となるデモ音源は2016年の春頃には既に制作されていた。その後に米津はTVアニメ「僕のヒーローアカデミア」の製作者側から楽曲提供のオファーを受け、かねてより「僕のヒーローアカデミア」を愛読していたこともあってこれを快諾し、デモ音源を再構築することとなった。米津の世代にとって「金字塔的」アニメだという「デジモンアドベンチャー」の最初のオープニングテーマである「Butter-Fly」を意識し、これを踏襲しようとした。
カップリング曲の一つ「ゆめくいしょうじょ」は、米津が2010年にハチ名義で発表したボーカロイド曲「沙上の夢喰い少女」のセルフカバー曲である。従来、米津はハチ時代の楽曲のセルフカバーについて前向きでなかった。「ボーカロイド曲をカバーしてください」という声はあったものの、ボーカロイド曲として作った曲を自身が歌うことの必要性を感じていなかった上、望まれていることをやりたくないという「ひねくれ精神」もあったからだという。一方で、本曲をボーカロイド曲として作った時から、自身が歌っても違和感がないと思っており、最初にリメイクするならこの曲と考えていた。やがて、ハチとして曲を作っていたことが過去のものとして感じられるようになったことで、セルフカバーを「やってもいいかな」という気持ちにだんだん変わっていった。米津は本曲のセルフカバーを発表する前、これを匂わせる形で本曲のサビ部分の歌詞を撮影し、Twitterに投稿した。それに対し、本曲を知らない人から「新曲ですか？」と尋ねられ、米津は「ひねくれ精神」で嬉しく思ったという。本曲を知らない人の多いことを知り、米津はリメイクするのにちょうどいいタイミングだと考えた。原曲に比べBPMを落としているが、一年前に歌っていたら違うアレンジになったのかもしれないと明かし「今、自分が歌うなら、こういう曲になるということ」と述べた。
前作「orion」以来およそ4ヶ月ぶりのリリースとなる「ピースサイン」はTVアニメ「僕のヒーローアカデミア」第2期第1クールのオープニングテーマとしてテレビ放映において解禁された。テレビ放映時に使用されたものは「ピースサイン(TV edit.)」として2017年4月29日よりiTunesを始めとする音楽配信サービスで配信リリースされた。「ピースサイン(TV edit.)」はシングルに収録されたものと比べてコーラスの多用が顕著なアレンジとなっている。マキシシングルとしては同年6月21日にリリースされた。シングルは「ピース盤」「ヒーロー盤」「通常盤」の3形態で販売された。ピース盤には「僕のヒーローアカデミア」のノンクレジットオープニングムービーが収録されたDVD、「ヒーロー盤」には「僕のヒーローアカデミア」の主人公緑谷出久のスペシャルトレーディングカードがそれぞれ付属している。形態を問わす、初回盤には同年11月1日より開催されたライブツアー「米津玄師 2017 TOUR / Fogbound」の最速先行応募券が封入された。「ピース盤」、「ヒーロー盤」のジャケットは緑谷出久を米津が自ら描き下ろしたアニメジャケットとなっている。

## ミュージックビデオ
「ピースサイン」のミュージックビデオは2017年6月7日に米津の公式YouTubeチャンネルにおいて公開された。ビデオは大半のシーンにフィルム撮影が起用された。YouTubeにおいてビデオは公開からおよそ24時間で100万回再生を突破、翌年の9月1日には米津の公式ウェブサイト「REISSUE RECORDS」にて1億回再生の突破が報じられた。米津の楽曲のビデオが1億回再生超えを記録したのは通算5作目のことだった。2020年8月24日に2億回を超えた。
2017年12月18日に、TOHO ANIMATIONのYouTubeチャンネルにて、『僕のヒーローアカデミア』のアニメーション映像を使用した「ピースサイン」のスペシャルミュージックビデオが公開された。

## チャート成績
6月20日付のオリコンデイリーランキングでは2.7万枚を売り上げて3位にランクイン。翌日の6月21日付では1.3万枚を売り上げて2位にランクアップした。7月3日付のオリコン週間ランキングでは5.9万枚を売上げ2位にランクイン。自身最高の初動記録となった。また、アニメ週間チャートにおいては初の1位を獲得した。
また、ビルボードにおいてもHOT 100・Hot Animationの二部門で初の1位を獲得。特にHOT 100では、Top Singles Sales、オリコンのCDセールスで大差をつけられていたジャニーズWESTの「おーさか☆愛・EYE・哀/Ya! Hot! Hot!」を僅差で上回る大金星となった。Hot Animationでは、翌週も1位を獲得し2週連続1位を獲得している。また、iTunesチャートでは配信開始から7日間連続で1位を獲得したほか、各種音楽配信でも首位を総なめ。YouTubeの公式MVは公開開始から1週間で500万再生を達成した。
このように、CDセールス、配信セールス、動画再生回数でいずれも最高のセールスを記録し、発売時点では米津にとって最大のヒット曲となっている。

## 収録曲

### CD
- 全作詞・作曲・編曲：米津玄師

1. ピースサイン [3:57]
  - 読売テレビ系列アニメ『僕のヒーローアカデミア』第2期第1クールオープニングテーマ。
2. Neighbourhood [3:57]
3. ゆめくいしょうじょ [4:43]
  - ハチ名義の楽曲が米津玄師名義で音源化されたのは2ndアルバム「YANKEE」収録の「ドーナツホール(COVER)」以来二作目となっている。原曲はハチ名義でリリースしたアルバム『OFFICIAL ORANGE』収録。
  - 2017年11月1日に発売される米津の4thアルバム「BOOTLEG」の初回限定盤「映像盤」に、映像作家の加藤隆が手がけたMVが収録される[12]。
4. ピースサイン (Instrumental) [3:55]
  - 表題曲のオフボーカルバージョン。オフボーカルバージョンが収録されたのは今回が初である。

### ピース盤付属DVD
1. 「僕のヒーローアカデミア」第2期第1クール ノンクレジットオープニングムービー

## 演奏

### ピースサイン
- 米津玄師：Vocal
- 真壁陽平：Guitar
- 須藤優 (ARDBECK)：Bass
- 堀正輝 (ARDBECK)：Drums

### Neighborhood
- 米津玄師：Vocal, Guitar
- 須藤優 (ARDBECK)：Bass
- 堀正輝 (ARDBECK)：Drums

### ゆめくいしょうじょ
- 米津玄師：Vocal, Guitar
- 堀正輝 (ARDBECK)：Drums
- 伊澤一葉：Piano

## 二次利用
- プロレスラー・青柳亮生（全日本プロレス）入場曲
- セガの音楽ゲーム『オンゲキ SUMMER PLUS』収録
- バンダイナムコアミューズメントの音楽ゲーム『太鼓の達人 ニジイロVer.2020』収録